# Пробурнетия
Пробурнетия (лат. Proburnetia viatkensis) — вид терапсид из семейства бурнетиид (Burnetiidae). Ископаемые остатки найдены в верхнепермских отложениях Кировской области (Ильинский субкомплекс), в отечественной стратиграфии относится к вятскому ярусу (259—252,3 млн лет назад).

## Описание
Вид описан по голотипу PIN 2416/1 Леонидом Петровичем Татариновым в 1968 году. Длина черепа пробурнетии — 21 см, само животное было размером с собаку.
Отличается развитием многочисленных выростов на черепе (надглазничные кости, носовые кости, заглазничные кости и т. д.) Так называемые «рога» несут отпечатки сосудов и не могли быть покрыты роговыми чехлами. Назначение «рогов» остается неизвестным — существует предположение об их участии в выработке гормонов. Возможна защитная функция (защищали глаза в зарослях). Описана верхняя носовая раковина (турбиналь), хоаны сдвинуты вперёд, костного вторичного нёба нет, но мягкие ткани могли образовывать неполное вторичное нёбо. Вероятно, всеядное животное.
Другие бурнетииды найдены в основном в Южной Африке. В 2006 году в Южной Африке в примерно одновозрастных с Ильинским комплексом отложениях найдена парабурнетия (Paraburnetia sneeubergensis), очень сходная с пробурнетией.